# Februus
Februus era per gli Etruschi il dio della morte e della purificazione.
Passò poi nella mitologia romana, il nome venne modificato in Febris e associato alla guarigione dalla malaria.
I Februalia, le festività a lui associate, coincidevano con i Lupercalia, dedicati al dio Fauno e alla dea Febris, e per questo motivo le due divinità vennero in seguito spesso confuse. Con l'avvento del Cristianesimo l'eco di tali culti sembra sopravvivere per giustapposizione nel culto di Santa Febronia, inizialmente venerata il 14 febbraio, poi slittata al giorno del Dies Natalis, il 25 giugno.
Dal suo nome deriva quello del mese di febbraio, dal latino februare 'purificare'.